# Pediatric Allergy & Immunology
Pediatric Allergy & Immunology is een internationaal, aan collegiale toetsing onderworpen wetenschappelijk tijdschrift op het gebied van de allergieën en immunologie binnen de kindergeneeskunde. De naam wordt in literatuurverwijzingen meestal afgekort tot Pediatr. Allergy Immunol. Het wordt uitgegeven door Wiley-Blackwell namens de European Society of Pediatric Allergy and Immunology en verschijnt 8 keer per jaar.